# Grupo de galaxias

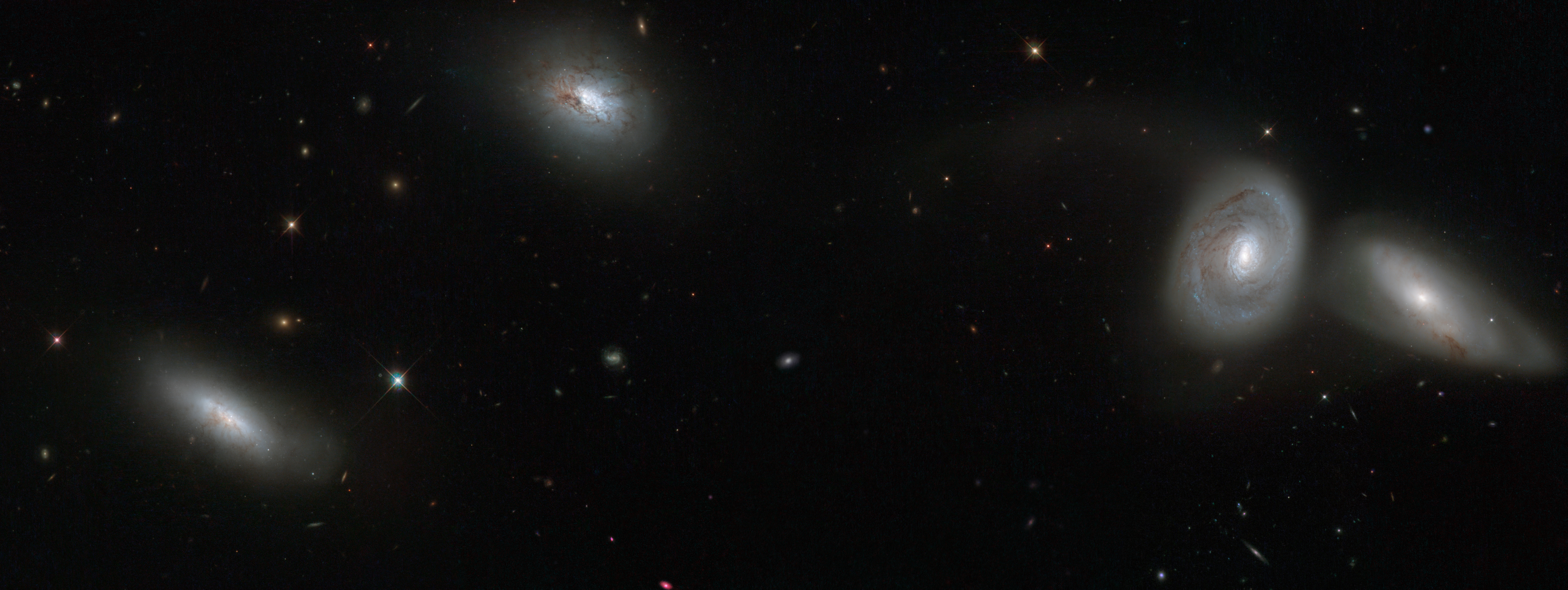
Cuatro de los siete miembros del grupo de galaxias HCG 16.

Un grupo de galaxias es una agregación de galaxias que comprende aproximadamente 50 o menos miembros unidos gravitacionalmente, cada uno al menos tan luminoso como la Vía Láctea, (aproximadamente 1010 veces la luminosidad de nuestro sol), las colecciones de galaxias más grandes en primer orden se llaman cúmulos de galaxias. Los grupos y cúmulos de galaxias pueden agruparse en supercúmulos de galaxias. 
La Vía Láctea es parte de un grupo de galaxias, llamado Grupo Local.

## Características
Los grupos de galaxias son el ejemplo más pequeño de galaxias. Por lo general, no contienen más de 50 galaxias en un diámetro de 1 a 2 megaparsecs (Mpc). Su masa es de aproximadamente 1013 masas solares (M☉). La propagación de las velocidades para las galaxias individuales es de aproximadamente 150km/s. Sin embargo, esta definición debe usarse sólo como una guía, ya que los sistemas de galaxias más grandes y masivos a veces se clasifican como grupos de galaxias.
Los grupos son las estructuras más comunes de galaxias en el universo, que comprenden al menos el 50% de las galaxias en el universo local. Los grupos tienen un rango de masa entre las galaxias elípticas muy grandes y los cúmulos de galaxias. En el universo local, aproximadamente la mitad de los grupos exhiben emisiones difusas de rayos X de sus medios intragrupos. Los que emiten rayos X parecen tener galaxias de tipo temprano como miembros. Las emisiones difusas de rayos X provienen de zonas dentro del 10-50% interno del radio virial de los grupos, generalmente 50-500 kpc (Kiloparsec). pico

## Tipos
Hay tres subtipos de grupos. 

### Grupos compactos
Un grupo compacto consiste en un pequeño número de galaxias, típicamente alrededor de cinco, muy cerca y relativamente aisladas de otras galaxias y formaciones. El primer grupo compacto que se descubrió fue el Quinteto de Stephan, encontrado en 1877. El Quinteto de Stephan es un grupo compacto de cuatro galaxias más una de primer plano no asociada. El astrónomo Paul Hickson creó un catálogo de tales grupos en 1982, los Grupos Compactos de Hickson.
Grupos compactos de galaxias muestran fácilmente el efecto de la materia oscura, ya que la masa visible es mucho menor que la necesaria para mantener gravitacionalmente a las galaxias juntas en un grupo unido. Los grupos de galaxias compactas tampoco son dinámicamente estables durante el tiempo de Hubble, lo que demuestra que las galaxias evolucionan por fusión, a lo largo de la escala de tiempo de la era del universo.

### Grupos fósiles
Se cree que los grupos de galaxias fósiles o los grupos fósiles son el resultado final de la fusión de galaxias dentro de un grupo de galaxias normal, dejando atrás el halo de rayos X del grupo progenitor. Las galaxias dentro de un grupo interactúan y se fusionan. El proceso físico detrás de esta fusión galaxia-galaxia es la fricción dinámica. Las escalas de tiempo para la fricción dinámica en las galaxias luminosas (L*) sugieren que los grupos fósiles son sistemas antiguos e imperturbables que han visto poca caída de galaxias L* desde su colapso inicial. Los grupos fósiles son, por lo tanto, un laboratorio importante para estudiar la formación y evolución de galaxias y el medio intragrupo en un sistema aislado. Los grupos fósiles aún pueden contener galaxias enanas no fusionadas, pero los miembros más masivos del grupo se han condensado en la galaxia central.
El grupo fósil más cercano a la Vía Láctea es NGC 6482, una galaxia elíptica a una distancia de aproximadamente 180 millones de años luz ubicada en la constelación de Hércules.

### Protogrupos
Los protogrupos son grupos que están en proceso de formación. Son la forma más pequeña de protoclusters. Contienen galaxias y protogalaxias incrustadas en halos de materia oscura que están en proceso de fusionarse en formaciones grupales de halos de materia oscura singulares.

## Grupo local
El grupo de galaxias del que forma parte la Vía Láctea se denomina Grupo Local. Incluye unas 35 galaxias que se encuentran a una distancia de ≈ 1 Mpc de nuestra galaxia.
La Vía Láctea, la Andrómeda (M31) y la Nebulosa del Triángulo (M33) son las tres galaxias espirales del Grupo Local y sus miembros más luminosos. más brillantes. La Galaxia de Andrómeda se encuentra a una distancia de unos 770 kpc de nosotros.
El siguiente miembro más luminoso del Grupo Local es la Gran Nube de Magallanes (Gran Nube de Magallanes, LMC), que junto con la Pequeña Nube de Magallanes (Pequeña Nube de Magallanes, en inglés SMC, Small Magellan Cloud) a una distancia de ≈ 50 kpc (o ≈ 60 kpc para la SMC) alrededor de la Vía Láctea. Ambas son, por tanto, galaxias satélite de la Vía Láctea y pertenecen a la clase de Galaxias Irregulares, al igual que aproximadamente otros 11 miembros del Grupo Local. Los otros miembros del Grupo Local son galaxias enanas.

## Lista de grupos notables
| Grupo local                                                                                    | El grupo donde se encuentra la Vía Láctea. |
| Quinteto de Stephan                                                                            | Uno de los grupos de aspecto más agradable. |
| Cuarteto de Robert                                                                             | Otro grupo muy notable. |
| Grupo de balas                                                                                 | Este grupo de fusión exhibe separación de la materia oscura de la materia normal. Su nombre sistemático es SL2S J08544-0121, es un cúmulo de galaxias formado por la fusión de dos cúmulos de galaxias en interacción, en el que la colisión ocurre a velocidades extremadamente altas. Como resultado, se hace evidente la separación entre materia oscura y materia bariónica. En las imágenes se pueden ver los dos componentes galácticos mientras el gas en expansión lo envuelve todo. Por el momento, parece ser uno de los pocos grupos de galaxias que muestra esta clara separación entre los componentes de materia oscura y materia bariónica. Se le conoce como Grupo de balas debido a su similitud con el Cúmulo Bala, pero se diferencia principalmente en tamaño, ya que este último es un cúmulo de galaxias. Esta distribución bimodal de galaxias fue descubierta en 2008. SL2S J08544-0121 también actúa como una lente gravitacional, permitiéndonos detectar galaxias remotas con corrimientos al rojo de z=~1,2 detrás de ella. |
| Esto enumera algunos de los grupos más notables; para más grupos, vea el artículo de la lista. | |

## Grupos cercanos

La vecindad del Grupo Local' hasta unos 20 millones de Lj de distancia. El plano mostrado es el plano ecuatorial de la Tierra, las dos flechas indican la dirección hacia el centro del supercúmulo local, el Cúmulo de Galaxias de Virgo, y hacia el algo más pequeño Cúmulo de Galaxias de Fornax, respectivamente, que se encuentran cada uno a unos 60 millones de Lj de distancia.

Los grupos de galaxias más importantes en la vecindad del Grupo Local son:
- El Grupo Maffei, llamado así por Paolo Maffei descubridor de las dos galaxias más grandes de este grupo. Este grupo, a una distancia de entre 6 y 12 millones de años luz, está, visto desde nosotros, casi completamente oculto por el disco de la Vía Láctea. Aunque es el grupo vecino más cercano (incluso se consideraba parte del Grupo Local hace unos años), no se descubrió hasta finales del siglo XX. La única galaxia más brillante de este grupo que no parece extremadamente oscurecida por la extinción interestelar es IC 342. El grupo se encuentra en la constelacións Casiopea y Jirafa.
- El Grupo de Sculptor, llamado así por la constelación Sculptor, en la que se encuentran los miembros más brillantes del grupo. Este grupo se encuentra a unos 10 millones de años luz y contiene la Galaxia Sculptor (NGC 253), la galaxia más brillante fuera del Grupo Local que puede verse en el hemisferio sur.
- El Grupo M81, que está sólo un poco más lejos que el Grupo Sculptor y contiene la Bodes (M 81), la galaxia más brillante fuera del Grupo Local.
- El M83- o Grupo NGC 5128, llamado así por las galaxias miembros más brillantes, la Galaxia de la Rueda de Fuego del Sur (M 83) y Centaurus A. (NGC 5128). El grupo se encuentra en el cielo austral en las constelaciones Serpiente de agua y Centauro y está a una distancia de 12 a 17 millones de años luz.
- El Canes Venatici I- o Grupo M94 en la constelación Perros cazadores. El grupo se encuentra a una distancia de entre 13 y 18 millones de años luz; su miembro más brillante es la galaxia espiral M 94.